# 加藤冴人
加藤 冴人（かとう さえひと）は日本のソングライター・編曲家である。LOVE ANNEX所属。

## 概要
音楽学校メーザー・ハウス卒業。
同人音楽・カバーアレンジを経て主に声優・アイドル・VTuber等の楽曲提供を行っている。

## 劇伴
- アニメ「アラド：逆転の輪」劇伴アシスタント

## 楽曲提供
| 発売日         | タイトル                                                                                  | 収録曲 | 備考                                                         |
| -------------- | ----------------------------------------------------------------------------------------- | --- | ------------------------------------------------------------ |
| 2018年5月9日   | 鈴木みのり『Crosswalk/リワインド』                                                        | 大好きになってよかった | 作曲                                                         |
| 2019年1月16日  | 末吉秀太『WONDER HACK』                                                                   | エルモ 愛色に染めた | 作詞(末吉秀太との共作)・作曲・編曲 作曲・編曲                |
| 2019年6月12日  | ずっと真夜中でいいのに。『今は今で誓いは笑みで』                                          | またね幻 | 編曲（100回嘔吐との共作）                                    |
| 2019年7月17日  | 駒形友梨『Indigo』                                                                        | おそろい | 作曲・編曲                                                   |
| 2019年12月4日  | 加隈亜衣『TVアニメーション『アズールレーン』キャラクターソングシングル Vol.6 ユニコーン』 | エール・フォー・オール | 作曲・編曲                                                   |
| 2019年12月11日 | 暁月凛『没入time mixed by DJ 和』                                                         | Paradisus-Paradoxum | 編曲                                                         |
| 2020年1月15日  | 中原麻衣『TVアニメーション『アズールレーン』キャラクターソングシングル Vol.9 赤城』       | クリムゾン・ブルーミング                                                                                                  | 作曲・編曲                                                   |
| 2020年2月12日  | 末吉秀太『prêt-à-porter』                                                                 | Draw the Line | 作詞・作曲・編曲                                             |
| 2020年6月26日  | 木村千咲『ROR』                                                                           | ROR | 作曲                                                         |
| 2020年8月26日  | Re:vale『ミライノーツを奏でて』                                                           | Fly! More Liberty | 作曲・編曲                                                   |
| 2020年9月16日  | 土岐隼一『True Gazer』                                                                    | 明日の在処 | 作曲・編曲                                                   |
| 2020年11月4日  | ラストアイドル『何人も』                                                                  | あやふや / やらかしバスターズ                                                                                             | 作曲・編曲                                                   |
| 2020年11月4日  | Sexy Zone『NOT FOUND』                                                                    | NOT FOUND (ドラマ「バベル九朔」主題歌)                                                                                    | 作曲                                                         |
| 2020年11月25日 | 梶原岳人『A Walk』                                                                        | A Walk(TVアニメ「ブラッククローバー」エンディングテーマ)                                                                  | 作詞（モリタコータとの共作）・作曲・編曲                     |
| 2020年12月16日 | 大橋彩香『WINGS』                                                                         | NOT YET | 作曲・編曲（早川博隆との共作）                               |
| 2021年4月14日  | Rain Drops『リフレインズ』                                                                | Flowing, walking | 作曲・編曲・ギター                                           |
| 2021年8月18日  | 麻倉もも『ピンキーフック』                                                                | ふたりシグナル | 作曲                                                         |
| 2021年10月13日 | 富士葵『テイストレス』                                                                    | テイストレス | 作曲                                                         |
| 2021年9月28日  | 葛葉『コントレイル』                                                                      | コントレイル | 作曲                                                         |
| 2022年3月9日   | 葛葉『Sweet Bite』                                                                        | Bad Bitter | 作詞・作曲・編曲・ギター                                     |
| 2022年4月20日  | 富士葵『クリティカルシンキング』                                                          | クリティカルシンキング | 作詞・作曲・編曲                                             |
| 2022年5月25日  | なすお☆『ハニージェットコースター（アニメ盤）』                                           | 可愛いだけじゃない!〜式守さんキャラクターインスパイアソング〜                                                             | 編曲・ギター                                                 |
| 2022年6月19日  | 富士葵『雨降るスノードーム』                                                              | 雨降るスノードーム | 作曲・編曲                                                   |
| 2022年9月19日  | TINGS『Snow Leaves』                                                                      | Snow Leaves | 作曲・編曲                                                   |
| 2022年10月5日  | Extreme Hearts キャラクターソングアルバム「BEST 4 U」                                     | HELLO HERO / May-Bee | 作曲（藤井亮太との共作）・編曲                               |
| 2023年1月25日  | Altessimo『THE IDOLM@STER SideM 49 ELEMENTS 07 Altessimo』                                | オーロラ・モーメント / 神楽麗（永野由祐）                                                                                 | 作曲・編曲                                                   |
| 2023年3月15日  | 浦井健治『VARIOUS』                                                                       | 木蘭の涙（スターダストレビューのカバー）                                                                                  | 編曲                                                         |
| 2023年4月26日  | MaiR『未完星』                                                                            | sleepy*love | 編曲（reinouとの共作）                                       |
| 2023年6月21日  | 劇場版アイドリッシュセブン LIVE 4bit Compilation Album "BEYOND THE PERiOD"                | Journey | 作曲・編曲                                                   |
| 2023年7月16日  | ヤマトファンタジア                                                                        | 恋文前線 / 白上フブキ・さくらみこ・百鬼あやめ・大神ミオ                                                                   | 編曲                                                         |
| 2023年9月27日  | 彩『THE IDOLM@STER SideM 49 ELEMENTS 15 彩』                                              | 今宵、笑むように / 華村翔真（バレッタ裕）                                                                                 | 作曲・編曲・ギター                                           |
| 2023年10月4日  | 緑仙『パラグラム』                                                                        | ヒロイン(ドラマ「灰色の乙女」エンディングテーマ)                                                                          | 作曲・編曲                                                   |
| 2023年7月12日  | Qlover from 響界メトロ『F協和音』                                                         | F協和音 feat. イツカ(秋奈)，カナタ(わかばやし)                                                                            | 作曲・編曲・ギター                                           |
| 2023年11月8日  | 葛葉『Black Crack』                                                                       | Black Crack | 作曲・編曲                                                   |
| 2023年11月8日  | Valkyrie『あんさんぶるスターズ!! アルバムシリーズ『TRIP』Valkyrie』                       | Amor Vincit Omnia / 斎宮宗                                                                                                | 作曲（叶人との共作）・編曲                                   |
| 2023年12月27日 | ロクデナシ『愛ニ咲花』                                                                    | 水仙 | 編曲                                                         |
| 2024年3月6日   | GENIC『N_G』                                                                              | 恋愛 | 作曲・編曲                                                   |
| 不明           |                                                                                           | Make a splash / RIRIKO (アニメ「カードファイト!! ヴァンガード overDress」挿入歌)                                          | 作詞・作曲・編曲                                             |
| 不明           |                                                                                           | 大吉召喚〜Super duper good luck!〜 / ういにゃす、中恵光城 (ゲーム「あいりすミスティリア!〜少女のつむぐ夢の秘跡〜」挿入歌) | 作曲（小高光太郎・u.z.との共作）・編曲（小高光太郎との共作） |